# شانون هوب
شانون هوب هو لاعب هوكي الجليد كندي، ولد في 25 نوفمبر 1962 في بيتيربوروغ في كندا.

## وصلات خارجية
- شانون هوب على موقع HockeyDB.com (الإنجليزية)